# Pseudoophonus rufipes
Pseudoophonus rufipes é uma espécie de insetos coleópteros pertencente à família Carabidae.
A autoridade científica da espécie é De Geer, tendo sido descrita no ano de 1774.
Trata-se de uma espécie presente no território português.